# Дубина (село, Хмільницький район)
Дубина (раніше Пролетар) — село в Україні, в Уланівській громаді Хмільницького району Вінницької області. Населення становить 39 осіб.
12 травня 2016 року село Пролетар перейменоване у Дубину.